# I misteri di Aurora Teagarden
I misteri di Aurora Teagarden è una serie di film televisivi statunitensi interpretati da Candace Cameron Bure ed ispirata ai romanzi gialli scritti da Charlaine Harris.

## Trama
Aurora detta Roe è una bibliotecaria ventottenne membro del Real Murders Club, un gruppo di dodici amanti del giallo che studia ogni mese crimini irrisolti del passato. Più di una volta Aurora si ritrova coinvolta in casi di omicidio che, grazie al suo intuito, riesce spesso a risolvere prima della polizia.

## Personaggi e interpreti

### Principali
- Aurora 'Roe' Teagarden, interpretata da Candace Cameron Bure (adulta) e da Skyler Samuels (giovane), doppiata da Cinzia Villari (episodi 1-9) e da Deborah Ciccorelli (episodi 10-18).
È la bibliotecaria della piccola città di Lawrenceton, Washington che gestisce il Real Murders Club. Grazie al suo intuito, riesce spesso a risolvere casi di omicidio prima della polizia.[1][2]
- Sally Allison, interpretata da Lexa Doig (adulta) e da Kayla Heller (giovane), doppiata da Laura Amadei (episodi 1-9) e da Gianna Gesualdo (episodi 10-18).
Giornalista del quotidiano locale, migliore amica di Aurora e membro del Real Murders Club.[3][4]
- Aida Teagarden, interpretata da Marilu Henner, doppiata da Marta Altinier (episodi 1-9) e da Mirta Pepe (episodi 10-18).
Agente immobiliare della città e madre di Aurora che disapprova il coinvolgimento di sua figlia nella risoluzione di omicidi.[5][6]
- John Queensland, interpretato da Bruce Dawson, doppiato da Teo Bellia (episodi 1-9).
Membro attivo del Real Murders Club che condivide la passione di Aurora per risolvere gli omicidi ed in seguito inizia ad uscire con la madre di Aurora.
- Lynn Smith, interpretata da Miranda Frigon, doppiata da Cecilia Zincone (episodi 1-9) e da Lilli Manzini (episodi 10-18).
Detective della divisione omicidi delle forze di polizia (poi capo) che trova spesso Aurora nel bel mezzo delle sue indagini.
- Arthur Smith, interpretato da Peter Benson (adulto) e da Evan Roderick (giovane), doppiato da Emiliano Reggente (episodi 1-9) e da Fabio Gervasi (episodi 10-18).
Detective della divisione furti della polizia che è sposato con Lynn Smith ma prima di conoscerla ha frequentato Aurora per un certo periodo.

### Ricorrenti
- Martin Bartell, interpretato da Yannick Bisson, doppiato da Roberto Certomà.
Introdotto in Tre camere e un corpo, è un ex agente della CIA che si trasferisce in città, si innamora di Aurora ed in seguito esce con lei. E' costretto a interrompere la loro relazione perché richiamato in servizio.[7][8]
- Nick Miller, interpretato da Niall Matter, doppiato da Ruggero Andreozzi.
Introdotto in Scomparsi nel nulla, è un giovane professore universitario vicino di casa di Aurora che l'aiuta nelle sue indagini. In seguito si fidanza e poi sposa Roe.[9]
- Phillip Pifer, interpretato da Dylan Sloane, doppiato da Marco Briglione (episodi 1-9) e da Danny Francucci (episodi 10-18).
Introdotto in Scomparsi nel nulla, è il giovane cugino di Aurora che si trasferisce in città per studiare all'università.

## Produzione
Il 4 giugno 2014, la scrittrice Charlaine Harris annunciò sulla sua pagina Facebook che la serie di libri di Aurora Teagarden sarebbe stata adattata in una serie di film di due ore, che la protagonista sarebbe stata interpretata da Candace Cameron Bure e che la serie sarebbe stata trasmessa da Hallmark Movies and Mysteries.

## Riprese e trasmissione
I film della serie sono stati girati in gran parte a Vancouver, Columbia Britannica.
I film vengono trasmessi negli Stati Uniti su Hallmark Movies & Mysteries. Channel 5 ha rilevato i diritti di trasmissione della serie nel Regno Unito. In Canada va in onda su W Network, che ha acquisito tutti i film di Hallmark.